# Свилло, Виктор Збигневич
Виктор Збигневич Свилло (бел. Віктар Збігневіч Свіла; род. 10 января 1963, д. Жарнели, Ошмянский район, Гродненская область, БССР, СССР) — белорусский государственный и политический деятель, депутат Палаты представителей Национального собрания VII созыва.

## Биография
Родился Виктор Свилло 10 января 1963 года в д.Жарнели Ошмянского района Гродненской области.
Образование высшее — окончил Белорусский политехнический институт (сегодня — Белорусский национальный технический университет) по специальности «Организация дорожного движения», Белорусский государственный университет по специальности «Правоведение», а также Академию управления при Президенте Республики Беларусь по специальности «Государственное и местное управление».
Работал мастером производственного обучения. Избирался вторым, первым секретарем Ошмянского райнного комитета ЛКСМБ, заведовал отделом Гродненского областного комитета ЛКСМБ. Работал инспектором, старшим инспектором ГНИ по Ошмянскому району. Прошел путь от инспектора до заместителя начальника Ошмянской таможни, руководил Ошмянским РУПС; работал заместителем председателя Островецкого райисполкома.
Избирался депутатом Ошмянского городского Совета депутатов трудящихся, членом президиума.

### Участие в парламентских выборах
Участвовал в выборах в Палату представителей Национального собрания Республики Беларусь 17 ноября 2019 года от Сморгонского избирательного округа №59, на которых одержал победу — за него проголосовали более 30 тыс. избирателей, что составило 67.5% избирателей.
| Кандидат                 | Кандидат                 | Субъект выдвижения       | Голосов | %      |
| ------------------------ | ------------------------ | ------------------------ | ------- | ------ |
|                          | Виктор Збигневич Свилло  | самовыдвижение           | 30 415  | 67,53  |
|                          | Ирина Зеноновна Вешторд  | БСДПГ                    | 4 572   | 10,15  |
|                          | Иван Иванович Мушницкий  | КПБ                      | 1 846   | 4,1    |
|                          | Иван Фёдорович Крук      | ОГП                      | 1 550   | 3,44   |
| Против всех              | Против всех              | Против всех              | 5 947   | 13,2   |
| Недействительных голосов | Недействительных голосов | Недействительных голосов | 708     | 1,58   |
| Всего                    | Всего                    | Всего                    | 56 829  | 100    |
| Явка избирателей         | Явка избирателей         | Явка избирателей         | 45 039  | 79, 25 |

#### На посту депутата
Занимает пост заместителя председателя Постоянной комиссии по государственному строительству, местному самоуправлению и регламенту.
Отвечал за подготовку законопроекта «Об изменении Закона Республики Беларусь «О государственных символах Республики Беларусь».

## Личная жизнь
Женат. Отец троих дочерей.

## Награды
- Почетная грамота Администрации Президента Республики Беларусь.